# Banderia Prutenorum

Blason de l'Ordre Teutonique

Le Banderia Prutenorum est un manuscrit composé de 48 parchemins (18,6 sur 29,3 cm), composé par Jan Długosz et illustré par Stanisław Durink (pl). Il établit une liste de 56 étendards (vexillae) de l'Ordre des chevaliers teutoniques.
Le titre est de l'allemand latinisé, et signifie probablement Blasons des Prussiens, où Banderia peut être assimilé à bänder (décoration militaire). Prutenorum est génitif pluriel de Pruteni, qui signifie prussiens. En polonais, son nom est Chorągwie Pruskie. Chorągwie peut signifier bannière, étendard ou régiment. le terme blason en est sûrement la traduction la plus fidèle quand il est lié à l'héraldique, ou insignes dans les autres cas.